# Franca Valeri
Alma Franca Maria Norsa OMRI, ismertebb nevén Franca Valeri (Milánó, 1920. július 31. – Róma, 2020. augusztus 9.) olasz színésznő.

## Válogatott filmográfia

### Film
| Év   | Magyar cím               | Eredeti cím                                        | Szerep               | Magyar hang        |
| ---- | ------------------------ | -------------------------------------------------- | -------------------- | ------------------ |
| 1950 | A varieté fényei         | Luci del varietà                                   | Mitzy                |                    |
| 1952 |                          | Totò a colori                                      | Giulia Sofia         |                    |
| 1953 | Egy nap a parkban        | Villa Borghese                                     | Elvira               |                    |
| 1954 |                          | Questi fantasmi                                    | Armida               |                    |
| 1955 | Halló, itt Gabriella!    | Le signorine dello 04                              | Carla, művezető      | Vay Ilus           |
| 1955 | Napjaink hőse            | Un eroe dei nostri tempi                           | De Ritis özvegye     |                    |
| 1955 | Vénusz jegyében          | Il segno di Venere                                 | Cesira               | Sági Tímea         |
| 1956 | A bigámista              | Il bigamo                                          | Isolina Fornaciari   |                    |
| 1957 | Férjek a városban        | Mariti in città                                    | Olivetti             | Kassai Ilona       |
| 1957 | Lány a Palio-n           | La ragazza del palio                               | Bernardi grófnő      |                    |
| 1966 | Én, én, én… és a többiek | Io, io, io.... e gli altri                         | újságíró             |                    |
| 1970 | Csak rá kell nézni!      | Basta guardarla                                    | Pola Prima           |                    |
| 1972 | A sors keze              | Ettore lo fusto                                    | Cassandra            |                    |
| 1980 | Te vagy a hunyó!         | C'est pas moi, c'est lui                           | Carla, Aldo felesége | Menszátor Magdolna |
| 1983 | A fergeteges középcsatár | Paulo Roberto Cotechiño centravanti di sfondamento | grófnő               |                    |

### Televízió
| Év        | Magyar cím         | Eredeti cím             | Szerep           | Megjegyzések                                           |
| --------- | ------------------ | ----------------------- | ---------------- | ------------------------------------------------------ |
| 1968      |                    | Felicita Colombo        | Felicita Colombo | tévéfilm                                               |
| 1970      |                    | Le donne balorde        | több szerep      | minisorozat (5 epizód)                                 |
| 1996–1997 | Drága tanár úr     | Caro maestro            | Elvira Piersanti | 10 epizód                                              |
| 2000      | Linda és a főtörzs | Linda e il brigadiere   | Olga             | 4 epizód                                               |
| 2000      | Szerencsefiak      | Come quando fuori piove | Moré ügyvédnő    | - minisorozat (3 epizód) - magyar hangja: - Földi Teri |